# News of the World (film)
News of the World (în engleză News of the World, Știri din lume) este un film western dramatic regizat de Paul Greengrass după un scenariu de Luke Davies și Greengrass după un roman omonim din 2016 de Paulette Jiles. În rolurile principale au interpretat actorii Tom Hanks și Helena Zengel.
A fost produs de studiourile Perfect World Pictures, Playtone și Pretty Pictures și a avut premiera la 25 decembrie 2020, fiind distribuit de Universal Pictures în SUA și Netflix în toată lumea. Coloana sonoră a fost compusă de James Newton Howard.
Cheltuielile de producție s-au ridicat la 38 de milioane de dolari americani și a avut încasări de 9,8 milioane de dolari americani.
Filmul are loc după terminarea Războiului Civil American și-l prezintă pe un veteran de război care trebuie să o ducă pe tânără fată care a fost răpită de nativi americani în copilărie la rudele sale.

## Rezumat
La cinci ani după încheierea Războiului Civil, căpitanul Jefferson Kyle Kidd (Hanks), veteran a trei războaie, călătorește din oraș în oraș ca povestitor de non-ficțiune și împărtășește lumii știri despre președinți și regine, lupte glorioase, catastrofe devastatoare și aventuri captivante din toate părțile globului.
În Texas, el o întâlnește pe Johanna (Helena Zengel, Copilul-problemă), o fetiță de 10 ani, crescută de tribul Kiowa de la vârsta de 4 ani. Johanna refuză să accepte o lume pe care nu o cunoaște, iar acum ea este obligată să se întoarcă la unchiul și mătușa ei, contrar propriilor dorințe.
Kidd acceptă să o ducă pe fată acolo unde legea a stabilit că trebuie să crească. Călătorind împreună sute de kilometri prin sălbăticia neiertătoare, cei doi vor înfrunta provocări imense, create atât de mâna omului, cât și de forțele naturii. Totul în încercarea de a găsi un loc unde amândoi să simtă în sfârșit că au ajuns acasă.

## Distribuție
Au interpretat actorii:
- Tom Hanks - Căpitanul Jefferson Kyle Kidd
- Helena Zengel - Johanna Leonberger / Cicada
- Michael Covino - Almay
- Fred Hechinger - John Calley
- Neil Sandilands - Wilhelm Leonberger
- Thomas Francis Murphy - Merritt Farley
- Mare Winningham - Jane
- Elizabeth Marvel - Ella Gannett
- Chukwudi Iwuji - Charles Edgefield
- Ray McKinnon - Christopher John "C.J." Kidd
- Bill Camp - Willie Branholme